# 시말루르쥐
시말루르쥐(Rattus simalurensis)는 시궁쥐속에 속하는 설치류의 일종이다. 인도네시아에서만 발견되며, 시말루르섬과 인근 사우마트, 라시아, 바비섬에서 서식한다.